# Champs-sur-Marne
Champs-sur-Marne là một xã trong vùng đô thị Paris, thuộc tỉnh Seine-et-Marne, vùng hành chính Île-de-France của nước Pháp, có dân số là 24.553 người (thời điểm 1999).

## Các thành phố kết nghĩa
- Cuart de Poblet, Tây Ban Nha
- Bradley Stoke, Vương quốc Anh